# Komma (muzieknotatie)

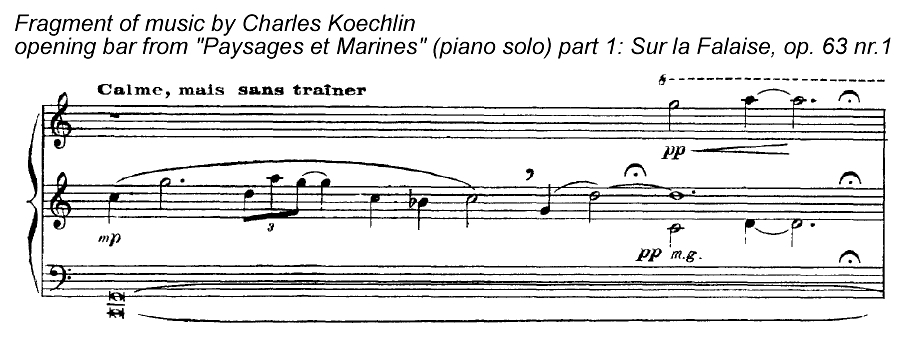
Voorbeeld van gebruik van komma's in een muzikale frase

Een komma (NB: onzijdig) in een muziekstuk komt voor op plekken waar de componist van een werk een (al dan niet denkbeeldige) ademhaling of frasering voor ogen staat. Dit type komma's komt zowel in solistische muziek voor als in ensemblewerken. Dit komma staat doorgaans genoteerd met een kommateken, met een klein v-teken of met een klein verticaal streepje:
1. Of op een plek die een gesuggereerde of verplichte ademhaling voorschrijft (bij blaasinstrumenten en zangers wordt doorgaans op de plek van de komma gevraagd om te ademen).
2. Of op een plek waar de frasering van een melodie om een kleine interruptie in timing of rust vraagt. Deze interruptie kan al dan niet een reële ademhaling zijn, maar kan ook als een agogisch accent bedoeld zijn.
3. Of op de plek waar een generale stilte moet vallen.